# Ford DLD-motor
Fords DLD-motor är en bilmotorfamilj, bestående av en serie kompakta raka fyrcylindriga dieselmotorer som utvecklats gemensamt av Ford Motor Company och PSA-koncernen (Peugeot/Citroën). Ford/PSA samriskbolag för tillverkning av DLD-motorer grundades i september 1998. Några av motorerna tillverkas vid Fords Dagenham motorfabrik i Dagenham, England, och på Fords Chennai-fabrik i Indien, andra på PSA:s fabrik i  Trémery i Frankrike.

Dessa raka 4-cylindriga motorer säljs under namnet Duratorq TDCi av Ford, och under namnet HDi av Citroën och Peugeot. Mazda använder även DLD-motorn i Mazda2 och Mazda 3 och kallar dem då MZ-CD eller CiTD.
Officiellt finns det två motorfamiljer i sortimentet:
- 1,4 liter DLD-414, normalt utan intercooler.
- 1,6 liter DLD-416, med intercooler

Ford lade senare till även motormodellen 1,8 L DLD-418 till DLD-familjen, som också skulle kunna tillhöra Fords motorfamilj Endura-D.

## DLD-414
Duratorq DLD-414 (eller DV4) är en 1,4 l (slagvolym 1398 cc) rak 4-cylindrig  turbodiesel. Effekten är 50 kW (67 hk) vid 4500 rpm och vridmomentet är 160 Nm vid 2000 rpm.
DV4 finns i två huvudversioner:
- En konstruktion med 8-ventiler, med en Borg-Warner KP35 turbo men utan intercooler. Detta är samma turbo som sitter i Renault diesel K9K. Den överensstämmer med avgasnormen Euro 3, men för att bli kompatibel med Euro 4 infördes från år 2006 ett partikelfilter. Ford, Mazda och de flesta Citroen använder som programvara Siemens SID804 eller SID802 till insprutningssystemet, i Peugeot och vissa Citroen används programvara från Bosch.
- En annan version använde en konstruktion med dubbla överliggande kamaxlar (DOHC) med 16-ventiler, ihop med en turbo med variabel geometri och med intercooler. Denna version blev dock från 2006 inte överensstämmande med avgasnormen EURO4. Denna motortyp använder ett DCR1400 insprutningssystem från Delphi Corporation.

Applikationer:
- 8-ventilers utan intercooler, 40 kW (54 hk) och 130 Nm.
  - 2005 – ... Citroën C1/Peugeot 107/Toyota Aygo 1,4 HDi.
- 8-ventilers utan intercooler, 50 kW (67 hk) och 150 Nm.
  - 2003 – ... Citroën C2 1,4 HDi
- 8-ventilers utan intercooler, 50 kW (67 hk) och 160 Nm.
  - 2002 – ... Citroën C3 1,4 HDi
  - 2002 – ... Ford Fiesta 1,4 TDCi
  - 2002 – ... Ford Fusion 1,4 TDCi
  - 2002 – ... Peugeot 206 1,4 HDi
  - 2005 – ... Peugeot 1007 1.4 HDi
  - 2002 - 2007 Mazda2/Demio 1.4D
  - 2008 – ... Mazda2/Demio 1.4D
  - 2007 – ... Ford (Indien) 1,4 TDCi Ford Fiesta, marknadsförs också som Ikon i Sydafrika.
  - 2008 – ... Ford Bantam TDCi (pickup i Sydafrika).
- 16-ventilers med intercooler, 66 kW (89 hk) och 200 Nm.
  - 2001-2005 Citroën C3 1,4 HDi 16V
  - 2002-2005 Suzuki Liana 1,4 DDiS

| Modell   | Effekt              | Komm.                    |
| -------- | ------------------- | ------------------------ |
| DV4 TD   | 70 PS (69 hp/51 kW) | turbo-diesel             |
| DV4 TED4 | 92 PS (90 hp/67 kW) | turbo-diesel 16 ventiler |

## DLD-416
DLD-416 (eller DV6) är en 1,6 litersversion (1560 cc, som används av Ford, Volvo, PSA Peugeot Citroën, BMW och Mazda.
DV6 har dubbla överliggande kamaxlar (DOHC), 16-ventiler, turbo med variabel geometri, intercooler och som med partikelfilter motsvarar avgasnormen Euro 5.
Motorn måste köras med en lågviskositets A5/A1-olja på grund av partikelfiltrets och EGR-ventilens konstruktion. Även kortare körsträckor med felaktig typ av olja, kan orsaka slambildning som i synnerhet kan blockera matarrören till turbon, som då snabbt leder till ett haveri. Som en följd av detta har tillverkarna utfärdat en detaljerad vägledning för oljebyte av DV6.
Applikationer:
- 2007 – ... Suzuki SX4 1.6 DDiS, 66 kW (89 hk) och 215 Nm
- 2007 – ... Mini Cooper D 1.6 80 kW (108 hp) och 240 Nm
- 2007 – ... Citroën C4 Picasso 1.6 HDi, 80 kW (108 hp) och 240 Nm
- 2010 – ... Citroën C3 Picasso 1.6 HDi, 80 kW (108 hp) och 240 Nm
- 2006 – ... Citroën Berlingo 1.6 HDi, 55–66 kW (74–89 hp) och 172–215 Nm
- 2005 – ... Citroën C3 1.6 HDi, 66 kW (89 hp) och 215 Nm
- 2009 – ... Citroën DS3 1.6 HDi, 66 kW (89 hp) och 230 Nm
- 2009 – ... Citroën DS3 1.6 HDi, 80 kW (109 hp) och 269 Nm
- 2011 – ... Citroën DS4 1.6 HDi, 80 kW (109 hp) och 269 Nm
- 2004 – ... Citroën C4 1.6 HDi, 66–80 kW (89–108 hp) och 215–240 Nm
- 2004 – ... Citroën C5 1.6 HDi, 80 kW (108 hp) och 240 Nm
- 2004 – 2009 Citroën Xsara Picasso 1.6 HDi, 80 kW (108 hp) och 240 Nm
- 2005 – 2010 Ford Fiesta 1.6 TDCi,  65 kW (88 hp) och 200 Nm
- 2010 – ... Ford Fiesta 1.6 TDCi, 70 kW (94 hp) och 212 Nm
- 2005 – ... Ford Fusion 1.6 TDCi, 66 kW (89 hp) och 215 Nm
- 2004 – ... Ford Focus 1.6 TDCi 90, 66 kW (89 hp) och 215 Nm
- 2004 – ... Ford Focus 1.6 TDCi 110, 80 kW (108 hp) och 240 Nm
- 2004 – ... Ford Focus C-MAX 1.6 TDCi 90, 66 kW (89 hp) och 215 Nm
- 2003 – ... Ford Focus C-MAX 1.6 TDCi 110, 80 kW (108 hp) och 240 Nm
- 2003 – ... Peugeot 206 1.6 HDi, 80 kW (108 hp) och 240 Nm
- 2006 – ... Peugeot 207 1.6 HDi, 66–80 kW (89–108 hp) och 215–240 Nm
- 2005 – ... Peugeot 307 1.6 HDi, 66–80 kW (89–108 hp) och 215–240 Nm
- 2008 – ... Peugeot 308 1.6 HDi
- 2003 – 2010 Peugeot 407 1.6 HDi, 80 kW (108 hp) och 240 Nm
- 2010 – ... Peugeot 508 1.6 HDi, 80 kW (110 hp) och 240 Nm
- 2008 – ... Mazda2 MZ-CD 1.6 , 66 kW (89 hp) och 212 Nm
- 2003 – ... Mazda3 MZ-CD 1.6, 80 kW (108 hp) och 240 Nm
- 2004 – ... Volvo S40 1.6D, 80 kW (108 hp) och 240 Nm
- 2004 – ... Volvo V50 1.6D, 80 kW (108 hp) och 240 Nm
- 2010 – ... Volvo S60/V60 1.6D, 81 kW (114 hp) och 240 Nm
- 2007 – ... Volvo V70 1.6D, 81 kW (114 hp) och 240 Nm

| Modell    | Effekt         | Komm.                    |
| --------- | -------------- | ------------------------ |
| DV6 ATED4 | 66 kW (88 hk)  | Turbo-diesel 16 ventiler |
| DV6 B     | 55 kW (73 hk)  | Turbo-diesel 16 ventiler |
| DV6 TED4  | 80 kW (108 hk) | Turbo-diesel 16 ventiler |

## DLD-418
Duratorq DLD-418 är en 1,8 liters (1753 cc) dieselmotor med intercooler. Den är dock inte relaterad till de andra motorstorlekarna på 1,4 respektive 1,6 liter, utan är en utveckling av Fords 1,8 8v Endura-D-motor från 80- och 1990-talet. Ford har dock inlemmat motorn i motorfamiljen, vilket framgår av det officiella "DLD-namnet".
Endura-D fick en omfattande uppdatering med en variabel turbo och ett Delphi högtrycks-insprutningssystem och nylanserades 2001 som "Duratorq TDCi", med den ursprungliga motorn benämnd "Duratorq TDDi".
Effekten på den ursprungliga motorn från 2001 var 85 kW (113 hk) vid 3800 rpm och 250 Nm vid 1850 rpm. I augusti 2002 fick Ford Focus en version med reducerad effekt på 74 kW (98 hk) vid 1750 rpm vid 3850 rpm och 240 Nm. Tidigt 2005 ökades vridmomentet till 280 Nm vid 1900 rpm, med oförändrad effekt på 85 kW (113 hk).
De senaste versionerna av DLD-418 släpptes 2007 i Ford Mondeo. Effekten är på 74 kW (98 hk) vid 3850 rpm och 280 Nm vid 1800 rpm. Den starkare varianten har en effekt på 92 kW (123 hk) vid 3700 rpm och 320 Nm vid 1800 rpm.
Applikationer:
- 85 kW (113 hk) och 250 Nm:
  - 2001–2004 Ford Focus 1.8 TDCi 115PS
- 100 PS 74 kW (98 hp) och 240 Nm):
  - 2002–2004 Ford Focus 1.8 TDCi 100PS
- 115 PS 85 kW (113 hp) och 280 Nm):
  - 2005 – ...  Ford Focus 1.8 TDCi 115PS
  - 2005 – ...  Ford Focus C-MAX 1.8 TDCi 115PS
- 100 PS 74 kW (98 hp) och 280 Nm):
  - 2006 – ...  Ford Galaxy 1.8 TDCi 100PS
  - 2007 – ...  Ford Mondeo 1.8 TDCi 100PS
- 125 PS 92 kW (123 hp) och 320 Nm):
  - 2006 – ...  Ford Galaxy 1.8 TDCi 125PS
  - 2006 – ...  Ford S-Max 1.8 TDCi 125PS
  - 2007 – ...  Ford Mondeo 1.8 TDCi 125PS